# Чемпіонат СНД з хокею із шайбою 1991—1992
46-й чемпіонат СРСР з хокею із шайбою проходив з 22 вересня 1991 року по 4 квітня 1992 року, стартував як чемпіонат СРСР та після розпаду останнього фінішував вже як чемпіонат СНД. У змаганні брали участь шістнадцять команд. Переможцем став клуб «Динамо» Москва. Найкращий бомбардир — Роман Оксюта (36 очок).

## Підсумкова таблиця першого етапу
| М  | Команда                       | І  | В  | Н | П  | Ш       | О  |
| -- | ----------------------------- | -- | -- | - | -- | ------- | -- |
| 1  | «Динамо» Москва               | 30 | 25 | 3 | 2  | 124-58  | 53 |
| 2  | ЦСКА                          | 30 | 21 | 2 | 7  | 123-74  | 44 |
| 3  | «Крила Рад» (Москва)          | 30 | 18 | 2 | 10 | 113-86  | 38 |
| 4  | «Хімік» (Воскресенськ)        | 30 | 17 | 2 | 11 | 97-83   | 36 |
| 5  | «Торпедо» (Усть-Каменогорськ) | 30 | 16 | 3 | 11 | 114-109 | 35 |
| 6  | «Трактор» (Челябінськ)        | 30 | 15 | 3 | 12 | 98-83   | 33 |
| 7  | «Спартак» Москва              | 30 | 15 | 3 | 12 | 117-102 | 33 |
| 8  | «Торпедо» (Нижній Новгород)   | 30 | 13 | 6 | 11 | 83-76   | 32 |
| 9  | «Лада» Тольятті               | 30 | 14 | 2 | 14 | 83-96   | 30 |
| 10 | «Автомобіліст» (Єкатеринбург) | 30 | 13 | 2 | 15 | 89-103  | 28 |
| 11 | «Торпедо» (Ярославль)         | 30 | 11 | 4 | 15 | 92-107  | 26 |
| 12 | Авангард Омськ                | 30 | 9  | 5 | 16 | 80-106  | 23 |
| 13 | «Ітіль» (Казань)              | 30 | 9  | 4 | 17 | 71-92   | 22 |
| 14 | «Рига»                        | 30 | 10 | 0 | 20 | 94-127  | 20 |
| 15 | «Сокіл» Київ                  | 30 | 7  | 1 | 22 | 101-139 | 15 |
| 16 | «Динамо» (Мінськ)             | 30 | 5  | 2 | 23 | 84-102  | 12 |

## Другий етап
Вісім найкращих клубів брали участь на другому етапі у двох групах.
Група А
| М | Команда                      | І | В | Н | П | Ш     | О  |
| - | ---------------------------- | - | - | - | - | ----- | -- |
| 1 | «Динамо» Москва              | 6 | 4 | 2 | 0 | 30-14 | 10 |
| 2 | «Хімік» (Воскресенськ)       | 6 | 3 | 1 | 2 | 21-18 | 7  |
| 3 | «Торпедо» (Нижній Новгород)  | 6 | 2 | 2 | 2 | 22-23 | 6  |
| 4 | «Торпедо» Усть-Каменногорськ | 6 | 0 | 1 | 5 | 12-30 | 1  |

Група В
| М | Команда                | І | В | Н | П | Ш     | О  |
| - | ---------------------- | - | - | - | - | ----- | -- |
| 1 | ЦСКА Москва            | 6 | 6 | 0 | 0 | 29-8  | 12 |
| 2 | «Спартак» Москва       | 6 | 2 | 2 | 2 | 17-16 | 6  |
| 3 | «Трактор» (Челябінськ) | 6 | 1 | 3 | 2 | 13-24 | 5  |
| 4 | «Крила Рад» (Москва)   | 6 | 0 | 1 | 5 | 9-20  | 1  |

## Плей-оф

### 5— 8 місця
- «Торпедо» (Нижній Новгород) — «Крила Рад» (Москва) 4:2, 0:3, 2:1, 3:1
- «Трактор» (Челябінськ) — «Торпедо» Усть-Каменногорськ 3:2, 2:1, 7:1

#### 5— 6 місця
- «Трактор» (Челябінськ) — «Торпедо» (Нижній Новгород) 4:2, 4:3, 3:4, 2:5, 5:1

#### 7— 8 місця
- «Крила Рад» (Москва) — «Торпедо» Усть-Каменногорськ 3:2, 3:4, 3:2

### 1— 4 місця
- «Динамо» Москва — «Спартак» Москва 2:3, 1:0 (ОТ), 6:1, 4:1
- ЦСКА Москва — «Хімік» (Воскресенськ) 6:0, 2:3 Б, 4:1, 1:3, 3:1

#### 3— 4 місця
- «Спартак» Москва — «Хімік» (Воскресенськ) 5:1, 4:1

#### Фінал
- «Динамо» Москва — ЦСКА Москва 4:1, 5:2, 3:1

## Склад чемпіонів
| Чемпіон СРСР Динамо Москва | Воротарі: Андрій Трефілов, Михайло Шталенков. Захисники: Сергій Баутін, Дмитро Філімонов, Дмитро Фролов, Олександр Юдін, Олександр Карповцев, Дмитро Юшкевич, Даріус Каспарайтіс, Володимир Крамськой, Олег Шаргородський, Сергій Сорокін. Нападники: Олександр Андрієвський, Ігор Бахмутов, Равіль Хайдаров, Ігор Дорофєєв, Олександр Гальченюк, Роман Ільїн, Равіль Якубов, Ян Камінський, Олексій Яшин, Ігор Корольов, Андрій Ковальов, Олексій Ковальов, Валерій Чорний, Сергій Петренко, Олексій Жамнов, Віталій Карамнов. Тренер: Володимир Юрзінов. |

## Найкращі бомбардири
| Гравець               | Команда              | Г  | П  | О  |
| --------------------- | -------------------- | -- | -- | -- |
| Роман Оксюта          | «Хімік» Воскресенськ | 22 | 14 | 36 |
| Микола Борщевський    | «Спартак» Москва     | 22 | 13 | 35 |
| Костянтин Астраханцев | «Трактор» Челябінськ | 17 | 16 | 33 |
| Ігор Чибирєв          | ЦСКА                 | 16 | 16 | 32 |
| Сергій Новосьолов     | «Торпедо» НН         | 16 | 16 | 32 |
| Сергій Востриков      | ЦСКА                 | 20 | 11 | 31 |
| Дмитро Миронов        | «Крила Рад» Москва   | 15 | 16 | 31 |
| Юрій Хмильов          | «Крила Рад» Москва   | 15 | 15 | 30 |
| Ігор Болдін           | «Спартак» Москва     | 6  | 24 | 30 |
| Олександр Барков      | «Спартак» Москва     | 17 | 12 | 29 |

## Призи та нагороди

### Командні
| Нагорода                     | Переможець        |
| ---------------------------- | ----------------- |
| Приз справедливої гри        | «Спартак» Москва  |
| Приз імені Всеволода Боброва | «Динамо» (Москва) |

### Індивідуальні
| Нагорода                 | Переможець                                   |
| ------------------------ | -------------------------------------------- |
| Найкращий хокеїст сезону | Микола Борщевський («Спартак» Москва)        |
| Влучний захисник         | Дмитро Миронов («Крила Рад» Москва)          |
| Хет-трик                 | Сергій Востриков (ЦСКА)                      |
| Три бомбардири           | О. Петров — І. Чибирєв — С. Востриков (ЦСКА) |

## «Сокіл»
Статистика гравців українського клубу в чемпіонаті:
| Воротарі: Сергей Ткаченко — 24 (91п), Юрій Михайлов — 7 (29п), Євген Бруль — 4 (18п). Захисники: Олександр Савицький — 30 (5+5), Володимир Кирик — 28 (5+5), Олександр Алексеев — 25 (1+5), Василь Бобровников — 27 (2+1), Сергій Лубнін — 9 (0+3), Олег Полковников — 29 (1+1), В'ячеслав Тимченко — 28 (0+2), Юрій Гунько — 22 (1+0), Сергій Гаркуша — 13 (0+0), Андрій Савченко — 9 (0+0). Нападники: Валентин Олецький — 29 (14+7), Михайло Фадєєв — 30 (7+13), Василь Василенко — 28 (10+6), Андрій Сидоров — 28 (10+5), Олег Синьков — 28 (11+3), Анатолій Найда — 30 (6+6), Іван Свинцицький —- 28 (6+5), Едуард Валіуллін — 29 (3+6), Алі Бурханов — 24 (5+1), Вадим Кулабухов — 30 (4+2), Богдан Савенко — 25 (3+1),Едуард Кудерметов — 25 (2+2), Іван Вологжанінов — 23 (2+2), Олександр Кузьминський — 23 (1+3), Євген Млинченко — 6 (1+2), Дмитро Підгурський — 4 (1+0), Вадим Шахрайчук — 1 (0+0). Старший тренер — Олександр Фадєєв; тренер — Валерій Голдобін. |

## Наступний сезон
У наступному сезоні була утворена Міжнаціональна хокейна ліга до складу якої увійшли 24 команди. Окрім клубів, що вже брали участь також приєднались: «Металург» (Череповець), «Салават Юлаєв» (Уфа), «Дизеліст» (Пенза), «Металург» (Магнітогорськ), «Динамо» (Харків), «Автомобіліст» (Караганда), СКА (Санкт-Петербург) та СКА (Хабаровськ). Однак через фінансові проблеми «Дизеліст» та СКА (Хабаровськ) відмовились від участі, замість них увійшли до ліги: Молот (Перм) та Кристал (Саратов).